# Final Fantasy X
Final Fantasy X (ファイナルファンタジーX?, Fainaru Fantajī Ten) è un videogioco di ruolo giapponese creato dalla casa di sviluppo Square nel 2001 come decimo capitolo della serie Final Fantasy. Fu il primo gioco della serie ad essere pubblicato per PlayStation 2. Dal punto di vista tecnico questo capitolo segna il passaggio definitivo alla grafica interamente tridimensionale e costituisce il primo titolo della serie a introdurre il doppiaggio sonoro. Il sistema di combattimento Active Time Battle (ATB) utilizzato fino a quel momento viene sostituito dal Conditional Turn Based (CTB); viene inoltre abbandonato lo sviluppo lineare dei personaggi basato sul livello, in favore di un vasto albero di abilità chiamato Sferografia.
Il gioco è ambientato nel mondo immaginario di Spira, i cui abitanti sono perseguitati da un mostro titanico chiamato Sin. Il protagonista è Tidus, un giocatore di blitzball che viene trasportato su Spira quando Sin attacca la sua città natale, Zanarkand. Tidus fa amicizia con l'invocatrice Yuna e la accompagna nel suo pellegrinaggio attraverso Spira per ottenere l'Invocazione Suprema e distruggere Sin.
Lo sviluppo di Final Fantasy X iniziò nel 1999 con un budget di oltre 4 miliardi di yen e uno staff di più di 100 persone. Il gioco fu il primo della serie a non essere interamente arrangiato da Nobuo Uematsu, che fu coadiuvato nel suo lavoro da Masashi Hamauzu e Junya Nakano. Final Fantasy X godette di un ampio successo critico e commerciale, vendendo circa 8 milioni di copie in tutto il mondo. Nel 2003 gli succedette Final Fantasy X-2, rendendolo il primo capitolo di Final Fantasy ad avere un sequel diretto. Il 18 marzo 2014 il gioco fu ridistribuito insieme al suo seguito in un porting ad alta definizione per PlayStation 3 e PlayStation Vita intitolato Final Fantasy X/X-2 HD Remaster, poi rimasterizzato anche per PlayStation 4, Microsoft Windows, Nintendo Switch e Xbox One.

## Trama

### Ambientazione e personaggi
Final Fantasy X è ambientato nel mondo immaginario di Spira, composto da un continente centrale circondato da un numero di piccole isole. Il clima varia dal tropicale di Besaid e Kilika, alla regione temperata di Mihen, fino al clima polare di Macalania e del Monte Gagazet. Spira è abitata prevalentemente da umani, ma presenta anche altre varietà di popoli e razze: tra essi i Guado, umanoidi dalle braccia allungate; i Ronso, creature leonine dal pelo blu; e gli Hypello, anfibi antropomorfi. Fra le varie popolazioni umane si distinguono gli Albhed, un popolo tecnologicamente avanzato ma osteggiato dal resto della popolazione, con distintivi occhi verdi e una propria lingua.
Mille anni prima dell'inizio del gioco, Spira era un continente altamente industrializzato, ma, durante una sanguinosa guerra combattuta con l'utilizzo di potenti macchine e armi, fece la sua comparsa Sin, un mostro simile a un leviatano capace di creare altri mostri a partire dalle anime dei defunti. Sin spazzò via la tecnologia di Spira e sterminò gran parte della popolazione; i superstiti si adattarono a vivere in piccoli insediamenti e cercarono rifugio in Yevon, un credo secondo il quale Sin è comparso per punire l'abuso di tecnologia e che predica sacrifici e penitenze al fine di espiare i peccati e liberarsi della minaccia del mostro. Il clero addestra inoltre regolarmente degli invocatori: sacerdoti capaci di evocare delle creature angeliche dai grandi poteri magici note come Eoni e legate ciascuna a uno degli otto templi yevoniti. Una volta ottenuti tutti gli Eoni e l'Invocazione Suprema, un invocatore può sacrificarsi per sconfiggere temporaneamente Sin. Il periodo di tempo necessario a Sin per ricomparire dura in genere qualche mese, ed è chiamato Bonacciale. Il popolo di Spira attende con ansia l'arrivo di questo periodo che viene percepito come l'unica occasione di vivere una vita serena anche se per poco tempo.
Esistono sette personaggi giocanti, tra cui il protagonista Tidus, un ragazzo allegro e gioviale e un asso del blitzball, che cerca un modo per tornare a Zanarkand dopo che Sin lo ha condotto a Spira. Per fare ciò, si unisce a Yuna, un'invocatrice in pellegrinaggio per ottenere l'Invocazione Suprema e sconfiggere così Sin. In viaggio con loro in qualità di guardiani di Yuna vi sono: Kimahri, un guerriero della tribù dei Ronso che ha protetto Yuna fin dalla più tenera età; Wakka, un giocatore di blitzball il cui fratello minore è stato ucciso da Sin; e Lulu, una severa maga nera cresciuta con Yuna e Wakka. Durante il viaggio al gruppo si uniscono anche Auron, un ex-monaco guerriero che aiutò Braska, il padre di Yuna, e Jecht, il padre di Tidus, nello sconfiggere Sin dieci anni prima dell'inizio della storia; e Rikku, una vivace ragazza Albhed e la prima persona amica ad assistere Tidus al suo arrivo a Spira.

### Storia

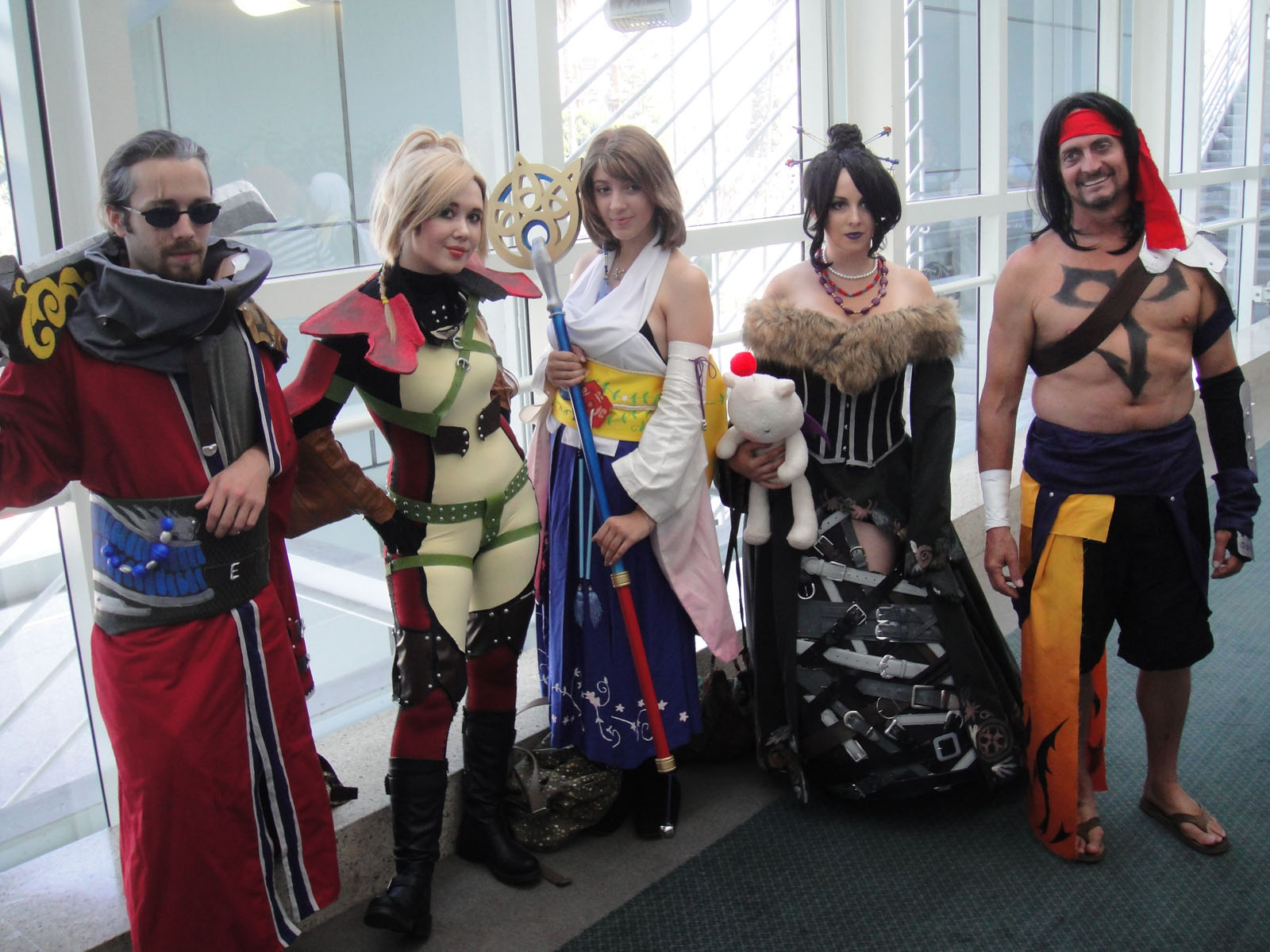
Cosplayer di alcuni dei personaggi principali del gioco. Da sinistra a destra: Auron, Rikku, Yuna, Lulu e Jecht.

Il gioco inizia nella gigantesca metropoli di Zanarkand e segue le vicende di Tidus, un giovane campione di blitzball, il cui padre Jecht è sparito nel nulla dieci anni prima. La città viene attaccata da Sin, un gigantesco mostro, e Tidus cerca di fuggire assieme al suo tutore Auron, ma viene teletrasportato su Spira dai poteri di Sin. Disperso in mare, Tidus è soccorso da un gruppo di Albhed guidato da Rikku e scopre che in questo mondo Zanarkand è stata distrutta da Sin mille anni prima. In seguito ad un nuovo attacco del mostro, Tidus è separato dal gruppo e giunge sull'isola di Besaid, dove incontra Wakka, capitano della locale formazione di blitzball, Lulu, Kimahri e Yuna, una giovane invocatrice che si appresta a iniziare il suo pellegrinaggio per ottenere l'Invocazione Suprema e sconfiggere Sin al termine di un Bonacciale insolitamente lungo durato dieci anni. Tidus si unisce alla comitiva per aiutare Wakka e la sua squadra nell'imminente torneo di blitzball e per trovare il modo di ritornare a casa. Nel loro viaggio attraverso Spira i cinque si recano ai templi di Yevon per ottenere Eoni e devono affrontare mostri e scaglie di Sin. Dopo il torneo Auron si unisce al gruppo e convince Tidus a diventare guardiano di Yuna e continuare con loro il viaggio. Egli rivela inoltre di aver effettuato dieci anni prima lo stesso pellegrinaggio in compagnia di Braska, il padre di Yuna, e Jecht, il padre di Tidus; una notizia che confonde Tidus che credeva che il genitore fosse morto in mare. In seguito anche Rikku, che si scoprirà essere la cugina di Yuna, entra a far parte del gruppo.
Quando Yuna giunge a Guadosalam il leader dei Guado, Seymour, chiede la sua mano, affermando che un'unione tra i due allevierebbe le sofferenze di Spira. Al tempio locale, tuttavia, il gruppo trova un messaggio del padre di Seymour, Jyscal, in cui l'uomo rivela di essere stato ucciso da suo figlio, il quale desidera distruggere Spira. Yuna e i suoi guardiani affrontano Seymour in combattimento, uccidendolo e finendo perciò scomunicati senza possibilità di appello; subito dopo Sin attacca, separando Yuna dal resto del gruppo. Nel cercare la ragazza a Bikanel, la patria degli Albhed dove il gruppo si è ritrovato, Tidus è traumatizzato nello scoprire che gli invocatori muoiono dopo aver utilizzato l'Invocazione Suprema e si ripromette di trovare un modo per sconfiggere Sin mantenendo al tempo stesso Yuna in vita. Il gruppo ritrova Yuna a Bevelle e interrompe il matrimonio forzato della ragazza con il non-morto Seymour. Dopo essere stati arrestati come traditori ed essere successivamente evasi, i pellegrini trovano rifugio nel bosco di Macalania. Yuna, sentendosi tradita e abbandonata dal suo credo, è attanagliata da dubbi sul reale scopo del suo pellegrinaggio. Tidus la aiuta a liberarsi dei suoi timori e in quel frangente i due si dichiarano amore reciproco. L'invocatrice è così decisa a portare a termine il viaggio per la salvezza di tutti i popoli di Spira.
Lungo il tragitto Tidus si rassegna al fatto che non tornerà più a casa e apprende che lui, Jecht e la Zanarkand da cui provengono sono entità illusorie che esistono solo come proiezione della Zanarkand originale e dei suoi abitanti. Quando mille anni prima dell'inizio della storia Zanarkand affrontò e venne sconfitta da Bevelle in battaglia, infatti, i superstiti di Zanarkand divennero intercessori, in modo da poter ricreare la loro distrutta città a partire dai loro ricordi. Dopo un millennio, però, gli intercessori si sono stancati di sognare e vorrebbero semplicemente morire, ma il potere di Sin glielo impedisce.
Nelle rovine di Zanarkand Yunalesca — la prima invocatrice a sconfiggere Sin e non-morta da allora — rivela al gruppo che l'Invocazione Suprema è creata dal sacrificio di una persona cara all'invocatore; sconfitto Sin, l'Invocazione Suprema uccide l'invocatore e si trasforma nel nuovo Sin, causando il ripetersi del suo circolo di rinascita. Yuna decide però di rinunciare all'Invocazione Suprema, poiché non ha intenzione di portare avanti un ciclo di sacrifici vani. Yunalesca cerca di uccidere il gruppo, ma viene sconfitta mettendo per sempre fine alla possibilità di ottenere l'Invocazione Suprema. Dopo la battaglia il gruppo apprende dagli intercessori che Yu Yevon, un invocatore che ha perso la sua umanità, è il responsabile del ciclo di rinascita di Sin. Auron, inoltre, rivela a Tidus di essere un non-morto, sconfitto da Yunalesca molti anni addietro, e che a suo tempo fu Jecht a diventare l'Invocazione Suprema di Braska, perciò la sua coscienza è ancora viva dentro Sin. Aiutata sia dagli Albhed che dagli yevoniti, Yuna ferisce gravemente il corpo di Sin e guida i suoi compagni all'interno della bestia, dove Yu Yevon possiede lo spirito di Jecht e cerca di sconfiggerli, ma viene battuto e annichilito. Il ciclo di rinascita di Sin è quindi interrotto e gli intercessori sono liberati dalla loro prigionia. Auron si lascia morire, avendo completato la sua missione, mentre la Zanarkand di Tidus e il ragazzo stesso scompaiono nel nulla; Yuna viene acclamata come salvatrice di Spira, ma in cuor suo spera di ritrovare un giorno il suo amato Tidus.

## Modalità di gioco
Final Fantasy X presenta una visuale di gioco in terza persona, con il giocatore che può controllare direttamente gli spostamenti del personaggio principale, Tidus, e interagire con oggetti e altri personaggi. A differenza dei precedenti titoli della serie, tuttavia, il mondo di gioco e i personaggi sono stati resi in scala 1:1. Il gameplay di Final Fantasy X differisce inoltre da quello dei Final Fantasy precedenti per la mancanza di una mappa di navigazione del mondo con visuale bidimensionale dall'alto. Nel gioco tutti i luoghi sono presentati senza soluzione di continuità e i collegamenti tra le diverse località avvengono in modo lineare formando un unico percorso, con l'inquadratura che segue costantemente i movimenti del personaggio giocante. Più avanti nel gioco il giocatore ottiene l'accesso ad un'aeronave, che permette di navigare Spira in modo più rapido.
Ogniqualvolta si incontra un nemico, l'ambientazione passa a un'arena di battaglia tridimensionale in cui è necessario impartire un comando ai personaggi, i quali si muoveranno automaticamente per eseguirlo. Come altri titoli della serie, Final Fantasy X presenta numerosi minigiochi, il più rilevante dei quali è lo sport acquatico blitzball, che riveste anche un ruolo importante nella trama.

### Combattimenti

Schermata di gioco heads-up display durante un combattimento. Si notino i tre personaggi in campo, la linea del tempo che indica i turni in alto a destra e il Turbo (Overdrive) carico.

Final Fantasy X introduce il sistema di combattimento Conditional Turn Based (CTB) al posto del tradizionale Active Time Battle (ATB) usato nella serie a partire da Final Fantasy IV. Mentre nell'ATB le battaglie si svolgono parzialmente in tempo reale, il CTB è un sistema di combattimento a turni in cui il gioco è messo in pausa durante ogni turno del giocatore, permettendogli di scegliere un'azione senza limiti di tempo. Una linea del tempo nell'angolo in alto a destra dello schermo indica i turni dei vari personaggi e nemici e l'influenza delle varie azioni intraprese sull'ordine di battaglia successivo. Il giocatore può controllare fino a tre personaggi in battaglia, con un sistema di rotazione che permette di sostituire i personaggi attivi con quelli "in panchina" in ogni momento.
Sconfiggendo un nemico si ottengono punti esperienza, denaro e occasionalmente oggetti ed equipaggiamento. Con un colpo di grazia particolarmente efficace si guadagna il bonus "Ultracidio", che aumenta del 50% l'esperienza ed il denaro ottenuto dalle battaglie, oltre a far ottenere oggetti aggiuntivi spesso rari o preziosi. A differenza dei capitoli precedenti della saga, in Final Fantasy X le armi e le protezioni non aumentano le caratteristiche dei personaggi: ognuna di esse, infatti, presenta degli slot, da uno a quattro, in cui sono presenti delle abilità prettamente di supporto. Nel corso del gioco al giocatore verrà inoltre concesso la possibilità di aggiungere delle proprietà al proprio equipaggiamento, se quest'ultimo avrà slot vuoti in cui inserirle.
Gli attacchi speciali di ogni personaggio, introdotti in Final Fantasy VII come "Limit Break", ritornano in questo capitolo con il nome di "Turbo". La maggior parte di essi sono interattivi e richiedono l'immissione di una sequenza di tasti per aumentare la loro efficacia. Sebbene inizialmente le barre Turbo si ricarichino quando i personaggi subiscono danni, proseguendo nel gioco è possibile sbloccare ulteriori modalità che permettono di ottenere punti Turbo.
Nel controllare Yuna, il giocatore può invocare potenti creature chiamate Eoni. Mentre nei Final Fantasy precedenti le invocazioni apparivano per un breve periodo di tempo affinché infliggessero danno al nemico prima di scomparire, in Final Fantasy X gli Eoni prendono il posto del party e combattono al suo posto fino a quando vincono la battaglia, sono sconfitti o vengono ritirati dal giocatore. Ogni Eone ha proprie statistiche, comandi, attacchi speciali, poteri e Turbo. Nel corso del gioco il giocatore ottiene cinque Eoni diversi, con tre creature addizionali che possono essere ottenute tramite missioni secondarie.

### Sferografia
Il sistema di potenziamento dei personaggi di Final Fantasy X rappresenta una novità rispetto al passato ed al consueto sistema basato su punti esperienza e livelli. Al termine di una battaglia, un personaggio guadagna un certo numero di Punti Abilità (AP); raggiunta una certa soglia si ottiene un Livello Sfera (LS), che consente di spostarsi in una tavola denominata Sferografia. In ogni casella della Sferografia è presente una somatosfera, che se attivata potenzia il personaggio, incrementandone un parametro delle statistiche o facendogli apprendere una tecnica o un'abilità.
La Sferografia e il percorso di crescita permettono al giocatore di personalizzare i vari personaggi andando anche contro il loro ruolo "naturale" all'interno del gioco. Le versioni International e PAL di Final Fantasy X includono inoltre una modalità Master della Sferografia oltre a quella Standard: la prima fa iniziare tutti i personaggi al centro, risultando più flessibile, mentre la seconda guida il giocatore entro binari prestabiliti rendendo più facile lo sviluppo.

## Sviluppo

Il logo originale del gioco, mostrato in un video al Millennium Square Event nel 2000. Il viso di Yuna è visibile sulla sinistra, di fronte a chi guarda, con la mano destra sollevata verso l'alto, e una figura alata sullo sfondo.

Lo sviluppo di Final Fantasy X iniziò nel 1999, con un budget di circa 4 miliardi di yen e uno staff di oltre 100 persone, la maggior parte delle quali aveva già lavorato a precedenti titoli della serie. Yoshinori Kitase rivestì il ruolo di produttore e capo-direttore, mentre la direzione degli eventi, delle mappe e delle battaglie venne suddivisa tra Motomu Toriyama, Takayoshi Nakazato e Toshiro Tsuchida rispettivamente. La scrittura della sceneggiatura richiese tra i tre e i quattro mesi, e altrettanto tempo venne dedicato in seguito alla registrazione del doppiaggio vocale. Kazushige Nojima collaborò con Daisuke Watanabe, Toriyama e Kitase alla creazione dello scenario. Nojima si sforzò di instaurare una sorta di rapporto tra il giocatore e il personaggio principale; scrisse così la storia in modo tale che i progressi del giocatore nel mondo e la comprensione delle sue dinamiche si riflettessero nelle conoscenze e nella narrazione di Tidus.
Il decimo capitolo di Final Fantasy introdusse numerose novità all'interno della serie, come il passaggio a sfondi renderizzati in 3D, il doppiaggio vocale e la transizione a una narrazione in tempo reale. Il produttore esecutivo Hironobu Sakaguchi dichiarò che sebbene inizialmente fosse preoccupato dal numero di novità e dalla loro accoglienza da parte del pubblico, il successo della serie risiedeva proprio nell'abilità del team di sviluppo di mettersi in discussione e sperimentare nuove cose.

### Influenze
Nel cercare ispirazione per Spira, Kitase prese atto del fatto che i giocatori erano rimasti delusi dalle atmosfere fantascientifiche di Final Fantasy VII e Final Fantasy VIII, preferendo un "semplice mondo fantastico". Desiderando liberarsi dal retaggio di medioevo europeo che era spesso associato al termine "fantasy", Kitase prese a ideare un mondo che ridefinisse deliberatamente lo stereotipo impresso nelle menti dei giocatori. Con gran parte del team di sviluppo interessato a temi orientali nelle prime fasi di concept, l'ambientazione assunse uno stile asiatico, con Australasia, Thailandia e Giappone identificati da Kitase come le maggiori influenze dal punto di vista culturale e geografico sul design di Spira, specialmente per quanto riguarda le ambientazioni di Besaid e Kilika. Nomura si sforzò di mantenere alto il livello di dettaglio di Spira durante la fase di creazione. Fumi Nakashima, il responsabile del design dei personaggi secondari, volle attribuire a personaggi di diverse regioni e culture degli abbigliamenti caratteristici. Per far risaltare la cultura Albhed, tecnologicamente molto avanzata, Nakashima gli fece portare maschere e occhialini, per conferirgli un aspetto "strano ed eccentrico".

### Design e doppiaggio
Inizialmente il gioco avrebbe dovuto incorporare alcuni elementi online, attraverso il servizio di Square PlayOnline; tuttavia durante la fase di realizzazione queste caratteristiche furono eliminate e il gioco in rete entrò a far parte della serie solo con Final Fantasy XI. Il direttore delle mappe Nakazato volle introdurre un concetto di mappa del mondo che presentasse un approccio più realistico di quello dei precedenti Final Fantasy, in linea con il realismo degli sfondi 3D al posto dei fondali pre-renderizzati. Avendo giocato di persona ai precedenti titoli della serie, il direttore delle battaglie Tsuchida cercò di ricreare in Final Fantasy X quegli elementi che aveva trovato interessanti, portandolo ad abbandonare il sistema di combattimento Active Time Battle e ad introdurre il più strategico Conditional Turn Based. Originariamente il gioco avrebbe dovuto presentare nemici in movimento e visibili sulla mappa, transizioni senza soluzione di continuità dalla navigazione alle battaglie e la possibilità per i giocatori di spostarsi sulla mappa durante gli incontri con i nemici. Il direttore artistico delle battaglie, Shintaro Takai, affermò infatti che era sua intenzione rendere le battaglie una parte naturale della storia e non un elemento indipendente. Tuttavia, a causa di limitazioni nell'hardware, queste idee non vennero applicate. La Sferografia venne invece pensata come un mezzo per aumentare le statistiche dei personaggi in modo interattivo, così che i giocatori avrebbero potuto sperimentare di persona lo sviluppo delle abilità dei loro personaggi.
Col passaggio alla piattaforma PlayStation 2, Square poté sfruttare la maggiore potenza di calcolo della console per creare un motore grafico di nuova generazione. Per quanto riguarda gli ambienti, questi sono realizzati interamente in 3D e renderizzati in tempo reale. Grazie all'uso della computer grafica si poté inserire inoltre alcuni filmati in full motion video, che vengono utilizzati in alcune tappe fondamentali del gioco. I personaggi stessi sono completamente tridimensionali e i loro dettagli facciali sono stati curati per permettere il rendering in tempo reale delle espressioni, attraverso la tecnica del motion capture e della skeletal animation. Questa tecnologia permise agli animatori di creare movimenti labiali realistici, i quali vennero poi programmati per adattarsi alle battute dei doppiatori.
Nojima dichiarò che l'uso del doppiaggio gli permise di esprimere le emozioni in modo più efficace rispetto al passato e riuscì pertanto a mantenere la trama più semplice. La presenza di doppiatori lo costrinse inoltre ad effettuare vari cambiamenti alla sceneggiatura, in modo da far combaciare la personalità degli attori con i personaggi che interpretavano. L'inclusione del doppiaggio creò tuttavia dei problemi nella localizzazione del gioco. Con i filmati programmati in base alla lingua giapponese, il team di localizzazione inglese dovette affrontare l'ostacolo di svolgere una traduzione che fosse plausibile e che si adattasse al ritmo delle battute e ai movimenti delle labbra dei personaggi. Alexander O. Smith paragonò il lavoro di adattamento del gioco a "scrivere quattro o cinque film di dialogo interamente in haiku [e] ovviamente gli attori dovevano recitare e recitare bene, all'interno di queste restrizioni".

## Colonna sonora
Final Fantasy X segna il primo gioco della serie principale in cui Nobuo Uematsu, compositore storico della saga, venne assistito nel suo lavoro. A redigere la colonna sonora vennero chiamati anche Masashi Hamauzu e Junya Nakano, che furono scelti per la loro abilità di creare musiche diverse dallo stile di Uematsu, ma in grado di armonizzarsi con esse. Il gioco include tre canzoni cantate. La prima è una ballata j-pop intitolata Suteki da ne (素敵だね? lett. "Non è meraviglioso?") presente sia in versione normale che in versione orchestrata per i titoli di coda. L'arrangiamento venne composto da Uematsu, mentre le parole sono di Kazushige Nojima. Il brano è interpretato dalla cantante folk giapponese Rikki, che l'équipe musicale scovò cercando un cantante la cui musica riflettesse le atmosfere delle isole di Okinawa. La seconda è il brano heavy metal Otherworld, opera del gruppo The Black Mages, fondato proprio da Uematsu, e cantata in inglese da Bill Muir. La composizione è udibile in una delle scene di apertura e viene ripresa in uno degli scontri che precedono la fine del gioco. Infine l'Inno dell'intercessore (祈りの歌?, Inori no uta, lett. "Canzone di preghiera") è un brano che utilizza sillabe giapponesi e ricorre di frequente nel gioco.
La colonna sonora venne raccolta in 91 tracce suddivise in quattro CD. Venne pubblicata in Giappone il 1º agosto 2001 da DigiCube e riedita il 10 maggio 2004 da Square Enix. Altri dischi correlati includono feel/Go dream: Yuna & Tidus, pubblicato in Giappone da DigiCube l'11 ottobre 2001 e contenente brani di Tidus e Yuna; Piano Collections Final Fantasy X, una raccolta di musiche del gioco; e Final Fantasy X Vocal Collection, una compilation di dialoghi dei personaggi e canzoni.
The Black Mages hanno riarrangiato tre brani della colonna sonora di Final Fantasy X in stile rock: Fight With Seymour, nel loro album The Black Mages del 2003 e Otherworld e The Skies Above, contenute nell'album The Black Mages II: The Skies Above del 2004. Uematsu continua inoltre a suonare alcuni pezzi nella sua serie di concerti Dear Friends: Music from Final Fantasy. Le musiche di Final Fantasy X sono apparse anche in vari concerti e album live come 20020220 Music from Final Fantasy, una registrazione live di un'orchestra che eseguiva brani della serie, inclusi alcuni pezzi del gioco. Swing de Chocobo venne inclusa dall'Orchestra Filarmonica Reale di Stoccolma nel loro tour Distant Worlds – Music from Final Fantasy, mentre To Zanarkand venne eseguita dalla New Japan Philharmonic nella serie di concerti Tour de Japon.

## Distribuzione
Final Fantasy X venne pubblicato in Giappone il 19 luglio 2001 e in Nord America il 17 dicembre 2001. Nel 2002 seguirono le distribuzioni in Australia, il 17 maggio, e in Europa, il 24 maggio. La versione europea in particolare, pur basandosi sull'edizione nordamericana, presenta svariate aggiunte. Nei due DVD del set completo si trovano in più i Dark Eoni e il super-boss Der Richter, nuove armi, armature e abilità, la Sferografia Master, interviste ai produttori e agli artisti, una raccolta dei trailer e delle pubblicità filmate della prima uscita, un video musicale con opzione audio 5.1 per il brano Suteki da ne e infine diversi trailer dei progetti in arrivo da Square durante l'anno, tra cui Blue Wing Blitz, Kingdom Hearts e Final Fantasy: The Spirits Within.
Il 31 gennaio 2002 venne pubblicata in esclusiva per il mercato nipponico una versione internazionale del gioco denominata Final Fantasy X International, con doppiaggio in inglese e sottotitoli in giapponese. Rispetto all'originale, la nuova edizione comprende diverse aggiunte tra cui un filmato inedito ambientato due anni dopo la fine della storia principale che costituisce il prologo di Final Fantasy X-2, insieme a diversi trailer di giochi in arrivo e interviste ai doppiatori statunitensi e giapponesi. Una compilation contenente Final Fantasy X e Final Fantasy X-2 ed intitolata Final Fantasy X/X-2 Ultimate Box venne messa sul mercato in Giappone a partire dall'8 settembre 2005.

### Final Fantasy X/X-2 HD Remaster
Il 13 settembre 2011 Square Enix annunciò che Final Fantasy X sarebbe stato rimasterizzato in alta definizione per PlayStation 3 e PlayStation Vita, in occasione del decimo anniversario dell'uscita del gioco. Il 19 marzo 2013 venne confermato che la versione per PS3 avrebbe contenuto anche il sequel X-2 rimasterizzato in HD. I due giochi vennero pubblicati per PS3 in un unico Blu-ray Disc con il titolo Final Fantasy X/X-2 HD Remaster, mentre in cartucce separate per Vita. Durante la conferenza stampa di PlayStation China che si è tenuta a Shanghai l'11 dicembre 2014, Square Enix confermò che Final Fantasy X/X-2 HD Remaster sarebbe stato reso disponibile anche per PlayStation 4 nella primavera del 2015. La conversione venne effettivamente pubblicata in tutto il mondo tra il 12 e il 15 maggio 2015. Un anno dopo venne reso disponibile per Microsoft Windows, e nel 2019 fu pubblicato anche per Nintendo Switch e Xbox One.

## Accoglienza

### Vendite
A causa della limitata diffusione della PlayStation 2, la Square si aspettava dei volumi di vendita iniziali di Final Fantasy X inferiori ai precedenti tre capitoli della serie, reputando un successo la vendita di almeno due milioni di copie in tutto il mondo. Tuttavia, nei primi quattro giorni di disponibilità, il gioco vendette più di 1,4 milioni di copie in pre-ordini, fissando un record per il videogioco di ruolo a vendere più rapidamente e superando i risultati di Final Fantasy VII e Final Fantasy IX nello stesso periodo. Final Fantasy X divenne inoltre il primo videogioco per PS2 a raggiungere i due e i quattro milioni di copie vendute. In totale in gioco ha venduto circa otto milioni di copie in tutto il mondo.

### Critica
| Testata                            | Giudizio |
| ---------------------------------- | -------- |
| GameRankings (media al 07-05-2021) | 91,73%   |
| Metacritic (media al 07-05-2021)   | 92/100   |
| Edge                               | 6/10     |
| Eurogamer                          | 9/10     |
| Famitsū                            | 39/40    |
| Game Informer                      | 9,75/10  |
| GamePro                            | 5/5      |
| GameSpot                           | 9,3/10   |
| GameSpy                            | 4,5/5    |
| IGN                                | 9,5/10   |

Final Fantasy X venne accolto molto positivamente dalla critica specializzata. Le riviste giapponesi di videogiochi Famitsū e Famitsū PS2 assegnarono al titolo un punteggio quasi perfetto di 39/40. Un altro magazine videoludico giapponese, The Play Station, diede una valutazione di 29/30. Le tre testate espressero particolare apprezzamento per la trama, la grafica e i full motion video del gioco. Il titolo detiene una percentuale di apprezzamento del 91,73% su GameRankings e un punteggio di 92 su 100 su Metacritic. Il produttore Shinji Hashimoto affermò che l'accoglienza del gioco fu "eccellente", a causa degli apprezzamenti diffusi e dei molti premi ricevuti.
David Smith di IGN lodò il doppiaggio e le innovazioni nel gameplay, in particolar modo l'approccio alle battaglie, il sistema di invocazione, la possibilità di cambiare membri del party, lo sviluppo dei personaggi e il sistema di catalogazione e personalizzazione dell'inventario. Ritenne inoltre che la grafica del gioco era migliorata rispetto ai suoi predecessori in ogni aspetto e che il gioco nel suo complesso era esteticamente "il più bello della serie [e] presumibilmente quello con la miglior giocabilità". Greg Kasavin di GameSpot apprezzò molto la trama, definendola sorprendentemente complessa, il suo finale soddisfacente e l'assenza di cliché tipici dei giochi di ruolo encomiabile. Lodò inoltre la musica, reputandola "variegata e adatta alle diverse scene del gioco". Allo stesso modo, GamePro descrisse il sistema di sviluppo dei personaggi e quello di battaglia come "due delle migliori innovazioni della serie". La grafica del gioco fu particolarmente apprezzata da Raymond Padilla di GameSpy, che la definì "di prima qualità", oltre a lodare i modelli dei personaggi, gli sfondi, gli eventi e le animazioni. Game Revolution invece ritenne il lavoro dei doppiatori "sopra la media" e definì la musica "ricca".
Edge giudicò il gioco meno positivamente, criticandone molti aspetti del gameplay come noiosi e poco innovativi e descrivendo i dialoghi come "nauseanti", stroncando in particolare il personaggio di Tidus. Andrew Reiner di Game Informer criticò la linearità del gioco e il fatto che ai giocatori non fosse stata data la possibilità di scorrazzare per la mappa liberamente in sella al Chocobo e di poter manovrare l'aeronave come nei capitoli precedenti. Tom Bramwell di Eurogamer ritenne i segmenti a rompicapo "deprimenti" e "superflui" e che nonostante la Sferografia fosse "un bel tocco", occupava troppa parte del gioco. La stessa linearità del gioco fu però apprezzata da GamePro, poiché per raggiungere la fine ai giocatori non era richiesto completare tutte le missioni secondarie o i minigiochi, ritenendo alcuni di essi non attraenti. Game Revolution notò che alcuni video erano troppo lunghi, senza possibilità di saltarli.
La rivista Play Generation classificò il minigioco del blitzball come il quarto più "cool" tra i titoli disponibili su PlayStation 2. La stessa testata reputò l'epilogo come il finale più "spaccamascella" tra i titoli usciti sulla console Sony.

### Riconoscimenti
Final Fantasy X vinse il premio come miglior gioco ai Japan Game Award per il 2001-2002. I lettori di Famitsū lo elessero miglior videogioco di tutti i tempi nel 2006. Nel 2007 si aggiudicò il dodicesimo posto nella lista di IGN dei migliori 25 giochi della PS2 e il sesto nell'elenco dei giochi esteticamente più validi per la stessa console. In una lista simile stilata da GameSpy, si piazzò al 21º posto. 1UP.com votò la rivelazione contenuta nel finale come uno dei più grandi spoiler nella storia videoludica, mentre IGN classificò il finale al quinto posto nella lista dei migliori video pre-renderizzati.
Nel 2004 Final Fantasy X fu incluso nella lista dei migliori videogiochi secondo GameFAQs e a novembre 2005 venne classificato come il 12º miglior titolo di tutti i tempi secondo il sito web. In una panoramica generale sulla serie, GamesRadar e IGN ritennero Final Fantasy X rispettivamente il terzo e quarto miglior titolo della saga. Alla fine del 2007 il Guinness World Records inserì il gioco al nono posto nella lista dei giochi di ruolo più venduti. Nel 2008 i lettori della rivista Dengeki Daioh lo votarono al secondo posto come miglior videogioco, dietro a Final Fantasy VII. In un sondaggio condotto da Famitsū e Dengeki sui videogiochi più commoventi di sempre, emerse al primo posto.

## Eredità culturale
In virtù del successo commerciale e di critica di Final Fantasy X, Square Enix pubblicò un sequel diretto al videogioco nel 2003, intitolato Final Fantasy X-2. L'opera è ambientata due anni dopo la fine di Final Fantasy X e introduce nuovi conflitti ed enigmi, risolvendo le questioni lasciate in sospeso dal capitolo precedente. I progressi introdotti nel titolo nel rappresentare emozioni realistiche attraverso il doppiaggio ed espressioni facciali sempre più dettagliate sono da allora diventate un marchio di fabbrica della serie. L'attraversamento di ambienti 3D renderizzati in tempo reale al posto di una mappa del mondo, di cui Final Fantasy X fu un pioniere, è diventato allo stesso modo uno standard della saga.